# Justin Hardy
Justin Hardy (Vanceboro, 18 dicembre 1991) è un giocatore di football americano statunitense che milita nel ruolo di wide receiver per gli Ottawa RedBlacks della Canadian Football League (CFL).

## Biografia

### Atlanta Falcons
Dopo avere giocato al college a football alla East Carolina University, Hardy fu scelto nel corso del quarto giro (107º assoluto) del Draft NFL 2015 dagli Atlanta Falcons. Debuttò come professionista partendo subentrando nella gara del settimo turno contro i Tampa Bay Buccaneers in cui ricevette 2 passaggi per 21 yard. Sette giorni dopo disputò la prima gara come titolare contro i San Francisco 49ers. La sua stagione da rookie si concluse con 21 ricezioni per 194 yard in nove presenze.

## Palmarès

### Franchigia
- National Football Conference Championship: 1

Atlanta Falcons: 2016

## Statistiche
| Partite totali      | 9   |
| Partite da titolare | 1   |
| Ricezioni           | 21  |
| Yard ricevute       | 194 |
| Touchdown           | 0   |

Statistiche aggiornate alla stagione 2015